# رینگ‌سنترال
رینگ‌سنترال (انگلیسی: RingCentral) شرکت فناوری اطلاعات آمریکایی است، که در سال ۱۹۹۹ تأسیس شد.